# Show Me a Hero
Show Me a Hero es una miniserie de televisión estadounidense creada por David Simon y William F. Zorzi, y dirigida por Paul Haggis. La historia está basada en hechos reales recogidos en el libro homónimo de Lisa Belkin, periodista de The New York Times. Los seis capítulos se estrenaron en HBO del 16 de agosto al 30 de agosto de 2015.
La serie está ambientada en Yonkers (Nueva York) desde 1987 hasta 1993. El alcalde Nick Wasicsko tiene que acatar una orden judicial por la que deberán construirse viviendas protegidas en barrios de clase media para gente sin recursos, en su mayoría de raza negra. Los intentos de eliminar la segregación racial generarán tensión entre las diferentes comunidades y los políticos locales. A través de un reparto coral, se recoge la evolución cronológica del proyecto y cómo los conflictos sociales, raciales y políticos afectan a la vida diaria.

## Argumento
En 1987, tras un largo proceso judicial, el juez federal Leonard Sand dicta una sentencia que obliga al ayuntamiento de Yonkers (Nueva York, EE. UU.) a cumplir una orden de desegregación, por la que deberá construir 200 viviendas protegidas en diferentes barrios de clase media del Este, con mayoría de raza blanca. A pesar de que el fallo es claro, algunos representantes públicos se niegan a acatarlo ante las presiones de la comunidad de vecinos. Aprovechando la situación, Nick Wasicsko (Oscar Isaac), un concejal del Partido Democráta, se presenta a las elecciones locales de 1987 y gana la alcaldía con un programa que promete apelar la sentencia, convirtiéndose a sus 28 años en el alcalde más joven de Estados Unidos.
Sin embargo, antes de jurar su cargo, debe cambiar de opinión cuando el ayuntamiento de Yonkers es condenado por desacato. Ante la amenaza de una bancarrota y posibles despidos de funcionarios, el nuevo regidor tiene que defender la desegregación de Yonkers, enfrentándose a los concejales críticos y a un cada vez más hostil movimiento vecinal que le acusa de traición. Lo que suceda en el caso de las viviendas marcará para siempre su carrera política.
En paralelo, dos comunidades sociales y políticas enfrentadas: el movimiento Save Yonkers, contrario a la desegregación y que promueve el desacato, y el grupo Citizens and Neighbors Organized to Protect Yonkers (Canopy), a favor de cumplir la sentencia. La serie presta también atención a Nay Noe (Carla Quevedo), pareja de Wasiscsko, y a los vecinos de otras razas que viven segregados en Schlobohm, el barrio más conflictivo de la localidad.

## Personajes
- Nick Wasicsko (Oscar Isaac), alcalde de Yonkers y protagonista principal.
- Nay Noe (Carla Quevedo), esposa de Nick Wasicsko.
- Oscar Newman (Peter Riegert), arquitecto e impulsor del plan de desgregación de Yonkers.
- Henry Spallone (Alfred Molina), político de Yonkers contrario a cumplir la sentencia judicial.
- Vinni Restiano (Winona Ryder), presidenta del Consejo de Yonkers y favorable a la integración.
- Leonard B. Sand (Bob Balaban), juez que falla a favor de la desgregación de Yonkers.
- Michael H. Sussman (Jon Bernthal), abogado de la NAACP y defensor de la desgregación.
- James Surdoval (Michael Stahl-David), asesor político de Nick Wasicsko.
- Mary Dorman (Catherine Keener), vecina del barrio Este y activista del movimiento Save Yonkers.
- Doreen Henderson (Natalie Paul), joven viuda de Schlobohm.
- Carmen Febles (Ilfenesh Hadera), madre soltera de la República Dominicana y residente en los barrios marginales.
- Norma O'Neal (LaTanya Richardson), asistente social con una discapacidad visual.
- Billie Rowan (Dominique Fishback), joven de los barrios marginales que se relaciona con un criminal local.
- Robert Mayhawk (Clarke Peters), asesor vecinal contratado para ayudar en el realojo a las viviendas sociales.

## Episodios
| #   | Título        | Director    | Guionista(s)                   | Audiencia (millones) | Fecha de estreno     |
| --- | ------------- | ----------- | ------------------------------ | -------------------- | -------------------- |
| 1-2 | «Parts 1 & 2» | Paul Haggis | William F. Zorzi y David Simon | 0.443                | 16 de agosto de 2015 |
| 3-4 | «Parts 3 & 4» | Paul Haggis | William F. Zorzi y David Simon | 0.397                | 23 de agosto de 2015 |
| 5-6 | «Parts 5 & 6» | Paul Haggis | William F. Zorzi y David Simon | 0.426                | 30 de agosto de 2015 |

## Producción
El rodaje de la miniserie comenzó el 1 de octubre de 2014, y las grabaciones en localización se hicieron a partir del 25 de enero de 2015, con métodos de trabajo similares a los de un largometraje. Casi todas las escenas de Show Me a Hero se han grabado en Yonkers, incluyendo los pisos de protección oficial de William A. Schlobohm, el distrito más conflictivo. Schlobohm suele citarse como ejemplo del fracaso de las políticas urbanísticas de segregación racial. A comienzos de los años 1980, en una ciudad de casi 200.000 habitantes sobre un área de 21 millas cuadradas, casi todos los que no eran de raza blanca vivían agrupados en 7.000 viviendas de bajo coste sobre una milla cuadrada al oeste de la ciudad.
Otros emplazamientos locales son la biblioteca pública Grinton I. Will, la casa de los Wasicsko, el ayuntamiento, el cementerio y la residencia de Mary Dorman. Las escenas relativas a la República Dominicana se rodaron realmente en Puerto Rico.
El departamento artístico de HBO trabajó incluso con un grafitero y una fotógrafa local para documentar el estilo de los grafitis que se hacían en Yonkers durante la década de 1990.
A través de un episodio político de la década de 1980, David Simon pretendía reflejar «los problemas raciales de los Estados Unidos», aún visibles en la composición de los barrios de cada ciudad. Simon compró los derechos de adaptación de Show Me a Hero en el 2000, un año después de su publicación. Sin embargo, el proyecto se retrasó casi 14 años porque la HBO le pidió que se concentrase en otras series: The Corner, The Wire, Generation Kill y Treme. A pesar de esos contratiempos, HBO renovó los derechos porque la segregación racial es un tema recurrente en el debate estadounidense. El director de Show Me a Hero es Paul Haggis, en la primera ocasión que asumía una obra cuyo guion no había escrito.
El título de la serie hace referencia a una frase de F. Scott Fitzgerald: «Show me a hero and I'll write you a tragedy» («Múestrame un héroe y te escribiré una tragedia»).